# Łeonid Szarajew
Łeonid Hawryłowycz Szarajew (ukr. Леонід Гаврилович Шараєв; ros. Леони́д Гаври́лович Шара́ев, ur. 12 kwietnia 1935, zm. 13 grudnia 2021) – działacz partyjny Ukraińskiej SRR.

## Życiorys
Ukończył Mikołajowski Instytut Okrętownictwa i Akademię Nauk Społecznych przy KC KPZR, od 1957 należał do KPZR. Od 1958 był kolejno pomocnikiem majstra, majstrem i sekretarzem komitetu Komsomołu Stoczni Czarnomorskiej w Mikołajowie. W latach 1960–1967 był II sekretarzem i I sekretarzem Komitetu Obwodowego Komsomołu w Mikołajowie. Od 1967 kierował wydziałem Komitetu Obwodowego KPU w Mikołajowie, potem został I sekretarzem Komitetu Miejskiego KPU. W latach 1973–1975 był inspektorem KC KPU, od 1978 do października 1980 II sekretarzem Komitetu Obwodowego KPU w Woroszyłowgradzie (obecnie Ługańsk). 
Od 16 października 1980 do 25 maja 1990 był I sekretarzem Komitetu Obwodowego KPU w Mikołajowie, od 23 lutego 1981 do 2 lipca 1990 wchodził w skład Centralnej Komisji Rewizyjnej KPZR. Był deputowanym do Rady Najwyższej ZSRR od 9 do 11 kadencji i do Rady Najwyższej Ukraińskiej SRR 9 kadencji. Po rozpadzie ZSRR działał w ukraińskich organizacjach społecznych. 

## Odznaczenia
- Order „Za zasługi” II klasy (28 czerwca 2010)